# Cielo rojo
Cielo rojo (em português Céu Vermelho) é uma telenovela mexicana produzida por Rafael Urióstegui e exibida pela Azteca entre 23 de maio de 2011 e 13 de janeiro de 2012. 
Foi protagonizada por Edith González, Mauricio Islas, Alejandra Lazcano e Lambda García com antagonização de Regina Torné, Andrea Noli, Aura Cristina Geithner, Andrea Escalona, Betty Monroe e Gabriela Vergara.

## Enredo
Alma Durán e Andrés Rentería se apaixonaram quando eram adolescentes. São almas gêmeas, mas o destino sempre ha encontrado una maneira de mantê-los separados, a todo custa, ao longo dos anos. Depois da separação, se encontram outra vez como adultos. Suas vidas tomaram diferentes caminhos, mas estão decididos a escapar juntos. No entanto, a tragedia o rodeia e lhes separa uma vez mais.
Quando Alma e Andrés se reencontram de novo muitos anos depois, todo o inferno através. Vidas de Alma e Andrés entram em um labirinto que parece não ter saida. A paixão, a ambição, a intriga, os compromissos e as mentiras continuam separá-los enquanto caminham debaixo de um céu vermelho, que não permitirá que se unam e sejam felizes.

## Elenco
- Edith González - Alma Durán de Encinas / de Molina / de Rentería
- Mauricio Islas - Andrés Rentería
- Regina Torné - Loreto Saldívar Viuda de Encinas
- Andrea Noli - Lucrecia de Rentería / de Robledo
- Aura Cristina Geithner - Mariana de Molina / de Robledo
- Andrea Escalona - Patricia "Paty" Molina
- Alejandra Lazcano - Daniela Rentería
- Lambda García - Sebastián Rentería / Sebastián Bathala
- Alberto Casanova - Ricardo Molina
- Carmen Beato - Natalia Aguilar "Nata"
- Hugo Stiglitz - Gonzalo Molina
- Hernán Mendoza - Bernardo Trejo
- Alan Ciangherotti - Carlos "Calo" Vidal
- Ramiro Huerta - Víctor Encinas / David Mansetti
- Andrés Palacios - Natan Garcés
- Gabriela Vergara - Aleida Ramos
- Betty Monroe - Sofía Márquez
- Daniel Martínez - Marcos Ávila
- Humberto Bua - Gastón Molina
- Gloria Stalina - Rosa Trejo de Molina
- Danny Gamba - Andrea Vidal
- Patrick Fernández - César Ávila
- María José Magan - Verónica Conde Ramos
- Simone Victoria - Carolina Vidal
- Jorge Galván - Fabián
- Sergio Kleiner - Ángel Durán
- Jorge Luis Vázquez - Alonso
- Héctor Parra - Jesús Galván
- Fernando Lozano - Salomón Ramos
- Jorge Levy - Padre Servando
- Roxana Saucedo - Leticia
- Giovanni Florido - Ismael Gomár
- Ramon Medina Orellana - Silverio
- Martín Soto - Toto
- Luciano Zacharski - Álvaro Robledo
- Alonso Espeleta - Andrés Rentería (jovem)
- Sandra Itzel - Alma Durán (jovem)

## Audiência
Teve média geral de 11 pontos. 